# Oficina Independiente de Regulación y Supervisión de la Contratación
La Oficina Independiente de Regulación y Supervisión de la Contratación (OIReScon) de España es un órgano colegiado independiente de la Administración General del Estado responsable de velar por la correcta aplicación de la legislación y, en particular, promover la concurrencia y combatir las ilegalidades en relación con la contratación pública.
La OIReScon está adscrita a la Subsecretaría de Hacienda a efectos organizativos y presupuestarios, y posee plena independencia orgánica y funcional. Para garantizar esta independencia, la ley prohíbe expresamente que tanto el presidente como los vocales de la oficina puedan solicitar o aceptar instrucciones de ninguna entidad pública o privada, limita las causas de cese y establece un mandato único de larga duración.
Su creación fue prevista por la Ley de 8 de noviembre de 2017, de Contratos del Sector Público, que entró en vigor en marzo del año siguiente. De forma efectiva, se creó el 4 de mayo de 2018, cuando el ministro de Hacienda y Administraciones Públicas, Cristóbal Montoro, introdujo las reformas necesarias en el Ministerio de Hacienda y Función Pública. Al mismo tiempo, al amparo de la Ley de Contratos del Sector Público, la Comunidad Foral de Navarra creó su propia oficina, la Oficina de Buenas Prácticas y Anticorrupción.

## Composición y estructura
La Oficina se compone de un Presidente y cuatro vocales, todos ellos nombrados por el Consejo de Ministros a propuesta del ministro de Hacienda. Su mandato es de seis años, sin posibilidad de reelección. Para ser elegido presidente o vocal, es necesario ser funcionario de carrera perteneciente al Subgrupo A1 y que cuenten, al menos, con 10 años de experiencia profesional en materias relacionadas con la contratación pública.
Tanto el presidente como los vocales están protegidos por la independencia e inamovilidad de su cargo, y solo podrán ser cesados por alguna de las siguientes causas:
1. Por expiración de su mandato.
2. Por renuncia aceptada por el Gobierno.
3. Por pérdida de la nacionalidad española.
4. Por incumplimiento grave de sus obligaciones.
5. Por condena mediante sentencia firme a pena privativa de libertado o de inhabilitación absoluta o especial para empleo o cargo público por razón de delito.
6. Por incapacidad sobrevenida para el ejercicio de su función.

El presidente de la Oficina Independiente de Regulación y Supervisión de la Contratación tiene rango de subdirector general. Cada uno de los vocales tiene asignada la titularidad de una división:
- División de Regulación de la Contratación Pública.
- División de Supervisión de la Contratación Pública.
- División de Análisis Económico y Evaluación de los Contratos de Concesión.
- División de Promoción de la Integridad en la Contratación Pública y Coordinación Institucional. De esta división depende la Secretaría General, con funciones similares a las de un subsecretario.

### Presidente
El Presidente de la OIReScon representa a la Oficina y se relaciona, en su nombre, con las entidades públicas sobre las que se proyecten sus actuaciones y con el Ministerio de Hacienda a efectos organizativos y presupuestarios. Es vocal nato de la Junta Consultiva de Contratación Pública del Estado y del Comité de Cooperación en materia de contratación pública.
Asimismo, tiene la obligación de remitir a las Cortes Generales y al Tribunal de Cuentas un informe anual sobre las actuaciones de la OIReScon y comparecerá en las Cortes para la presentación del informe anual y sus conclusiones, o cuando se solicite por las correspondientes Comisiones del Congreso o el Senado (principalmente una ponencia permanente específica de la Comisión Mixta para las Relaciones con el Tribunal de Cuentas), en relación con los asuntos que formen parte de su ámbito funcional. Dicho informe será objeto de publicación dentro del mes siguiente a su remisión a las Cortes y al Tribunal de Cuentas.

## Oficina Nacional de Evaluación
La Oficina Nacional de Evaluación es el órgano colegiado, integrado en la OIReScon, que tiene como finalidad analizar la sostenibilidad financiera de los contratos de concesiones de obras y contratos de concesión de servicios.
Está integrada por:
- El Presidente de la OIReScon, que la presidirá.
- Uno de los vocales de la OIReScon.
- Un representante con rango de subdirector general o equivalente de:
  - La Intervención General de la Administración del Estado.
  - La Dirección General del Patrimonio del Estado.
  - La Dirección General de Fondos Europeos.
- Dos vocales, uno nombrado a propuesta de las organizaciones empresariales representativas de los sectores afectados por la contratación administrativa, y otro, designado entre académicos, profesionales y técnicos, de reconocido conocimiento y competencia en la materia de la contratación pública, sin relación directa o indirecta con las empresas contratistas a las que se refiere el primer apartado de este artículo. Estos vocales contarán con voz pero no así con voto.

## Presidentes
| N. | Nombre                        | Mandato                | Mandato             | Ministro(s) | Ministro(s)         |
| -- | ----------------------------- | ---------------------- | ------------------- | ----------- | ------------------- |
| 1  | María José Santiago Fernández | 6 de julio de 2018     | 30 de junio de 2020 |             | María Jesús Montero |
| 2  | María Luisa Araújo Chamorro   | 3 de noviembre de 2020 | Presente            |             | María Jesús Montero |